# Wąchabno (osada leśna w województwie wielkopolskim)
Wąchabno – osada leśna w Polsce położona w województwie wielkopolskim, w powiecie wolsztyńskim, w gminie Siedlec.
W latach 1975–1998 miejscowość administracyjnie należała do województwa zielonogórskiego.